# Jonathan Meath
Jonathan Meath (ur. 16 września 1955 w Baltimore) – amerykański reżyser. W 1997 roku został nominowany do nagrody Emmy w kategorii Outstanding Children's Program za serial The Wubbulous World of Dr. Seuss.